# Korra
Korra (寇柆, Kōrā) est le personnage principal de la série La Légende de Korra créé par Michael Dante DiMartino et Bryan Konietzko. Elle est la réincarnation de l'Avatar Aang de la série Avatar, le dernier maître de l'air, et à ce titre chargée de maintenir la paix et l'équilibre du monde. Sa relation amoureuse avec Asami Sato en fait l'une des premières représentations LGBT dans un dessin animé tous publics,.

## Apparitions

### DansLa Légende de Korra

#### Livre un: L'air
S1 E1 - Bienvenue dans la cité de la république
S1 E2 - Comme une feuille au vent
S1 E3 - La révélation
S1 E4 - Une voix dans la nuit
S1 E5 - L'esprit de compétition
S1 E6 - Et le gagnant est
S1 E7 - Contrecoup
S1 E8 - Quand les extrêmes se rencontrent
S1 E9 - Les leçons du passé
S1 E10 - Changement de cap
S1 E11 - Des squelettes dans le placard
S1 E12 - Phase finale
Korra, jeune fille de 17 ans, maîtrise l'eau, la terre et le feu, elle doit encore apprendre à maîtriser l'air avec Tenzin, le fils de Aang.
Korra arrive à la cité de la République (Republic City  VO), ville de style steampunk inspirée par New York ou Chicago des années 1930, et peuplée aussi bien par des maîtres du feu, de l'eau ou de la terre, ainsi que de la famille de Tenzin. Elle y observe des tensions entre ceux qui maîtrisent les éléments et les personnes sans maîtrise. Ils se rassemblent sous le nom d'égalitaristes et sont opposés à la domination des maîtres des éléments. Leur chef Amon est prêt à utiliser la violence pour faire entendre ces revendications et Korra devra se battra contre lui. Celui-ci parvient à lui retirer sa maîtrise des éléments, elle devra alors rencontrer Aang, sa précédente incarnation, pour qu'il lui rende sa maîtrise des éléments.

#### Livre deux: Esprits
S2 E1 - Esprit rebelle
S2 E2 - Aurores astrales
S2 E3 - Guerres civiles - partie 1
S2 E4 - Guerres civiles - partie 2
S2 E5 - Les gardiens de la paix
S2 E6 - Coup monté
S2 E7 - Le Commencement - partie 1
S2 E8 - Le commencement, partie 2
S2 E9 - Le guide
S2 E10 - Un nouvel âge spirituel
S2 E11 - Nuit d'étoiles
S2 E12 - La convergence harmonique
S2 E13 - Ainsi s'abattent les ténèbres

S2 E14 - Une lueur dans les ténèbres
Korra, Tenzin et leurs amis se rendent dans la tribu de l'eau du sud pour célébrer la fête des esprits. Elle retrouve sa famille. Alors que les esprits interfèrent avec le monde des hommes, son oncle va la guider pour ouvrir le portail spirituel du Pôle Sud. À la suite d'un combat contre un esprit, elle découvre que l'Avatar est habité par l'esprit du bien Raava qui doit lutter contre celui du mal, Vaatu. Elle doit se battre contre son oncle qui souhaite libérer Vaatu.

#### Livre trois: Changement
S3 E1 - Une bouffée d'air pur
S3 E2 - Renaissance
S3 E3 - La reine de la Terre
S3 E4 - En proie au danger
S3 E5 - Le clan du métal
S3 E6 - De vieilles blessures
S3 E7 - Les premiers maîtres de l'air
S3 E8 - Terreur dans la ville
S3 E9 - La planque
S3 E10 - Longue vie à la reine
S3 E11 - L'ultimatum
S3 E12 - Embrasse le néant

S3 E13 - Le venin du lotus rouge
Après la convergence harmonique, de nombreuses personnes se voient dotées de la maîtrise de l'air, dont Bumi, frère de Tenzin. Un criminel appelé Zaheer ayant tenté de capturer Korra dans sa jeunesse s'échappe de sa prison, et délivre trois de ses complices. Korra doit aider Tenzin à reconstruire la nation de l'air et empêcher Zaheer d'installer l'anarchie.

#### Livre quatre: Équilibre
S4 E1 - Après toutes ces années
S4 E2 - Korra, seule
S4 E3 - Le couronnement
S4 E4 - Vocation
S4 E5 - L'ennemi aux portes de la ville
S4 E6 - La bataille de Zaofu
S4 E7 - Retrouvailles
S4 E8 - Souvenirs
S4 E9 - Par delà l'indomptable
S4 E10 - Opération Beifong
S4 E11 - La tactique de Kuvira
S4 E12 - Le jour du colosse

S4 E13 - Le dernier combat
La saison 4 se déroule 3 ans après la précédente. Kuvira, adoptée par Su Beifong, a été chargée d'unifier le Royaume de la Terre et de lutter contre les bandits, ce qu'elle fait en utilisant la force. Korra doit lutter contre les traces de son empoisonnement et empêcher Kuvira de devenir dictatrice et d'envahir la République des Nations.

### Autres apparitions
Korra apparaît dans le jeu vidéo La Légende de Korra qui se déroule entre les saisons deux et trois. Elle commence le jeu sans la maîtrise des éléments et doit les gagner au fur et à mesure de la progression. Elle est le seul personnage de la série à faire une apparition dans le jeu, à part Naga et Jinora, ce qui a valu des critiques négatives.
Korra apparaît dans les livres dérivés de la série Revolution (révolution) et Endgame (fin de jeu), deux romans adaptés de la saison 1.
Korra apparaît dans Fortnite lors de la Saison 2 du Chapitre 5, elle est à obtenir via le Passe de Combat en milieu de saison.

## Création et Conception
Pour créer le personnage de Korra, Bryan Konietzko s'est inspiré de plusieurs combattantes d'arts martiaux mixtes, ainsi que de ses sœurs. Korra a été également pensée comme l'opposé de Aang de la série précédente. Là où Aang était jeune, éprouvait des difficultés à maîtriser les 4 éléments, mais rentrait en relation avec les esprits aisément, Korra est plus âgée, maîtrise 3 des 4 éléments rapidement, et a du mal à appréhender le côté spirituel de son rôle d'Avatar. Le nom « Korra » a été choisi bien après la création du personnage. Konietzko et DiMartino ne parvenaient pas à se mettre d'accord sur un nom. Comme le personnage est issu de la tribu de l'eau du Pôle sud, il fallait un nom avec des sons en a et en k, comme Katara ou Sokka. Alors qu'ils visitent un hôtel, le propriétaire leur présente son chien « Cora ». Le nom fut choisi en changeant l'orthographe.
Sa meilleure amie et animal est une chienne ours polaire, appelée Naga, qui aide Korra à plusieurs reprises. Ces animaux sont généralement craints et chassés par les tribus de l'eau, Korra est la première à en domestiquer un.

## Réception
Avoir un personnage féminin comme protagoniste étant inhabituel aux États-Unis, Nickelodéon voulait originellement suspendre la production de la série. Selon Bryan Koniezko, les responsables pensaient que « les filles vont regarder des émissions avec des garçons, mais les garçons ne vont pas voir des émissions avec des filles ». Après des projections test, le personnage de Korra est bien accepté, y compris auprès des jeunes garçons et la production reprend.
Pour Common Sense Media, Korra est un bon modèle, en raison notamment de sa volonté à accomplir ses buts et son ouverture aux idées nouvelles.
Noel Kirkpatrick a trouvé que le personnage devenait antipathique lors de la deuxième saison, mais a salué la personnalité du personnage et son évolution dans l'intrigue.
Pour Max Nicholson d'IGN, voir Korra en situation de faiblesse après son combat contre Zaheer est véritablement poignant. Son expérience de stress post-traumatique dans le livre 4 a été saluée,,, notamment pour son réalisme. Janet Varney, la « voix » de Korra, a été remarquée pour avoir été capable de rendre précisément les sentiments de Korra, notamment la douleur, la crainte et la tristesse.